# Nikolai Buharin (istoric)
Nikolai Buharin (în rusă Николай Бухарин; n. 12 decembrie 1945, Vulcănești, URSS – d. 23 martie 2012) a fost un istoric sovietic și rus, candidat la științe istorice.

## Biografie
S-a născut în orașul Vulcănești din RSS Moldovenească (actualmente Republica Moldova). După ce a absolvit școala locală, a intrat la Facultatea de Istorie a Universității de Stat din Moscova, unde s-a specializat în departamentul de istorie al slavilor de sud și de vest. Tema tezei sale inițiale a fost cooperarea dintre socialiștii ruși și polonezi. Pentru a-și completa teza, a fost trimis la Universitatea din Varșovia. Prima sa monografie, publicată în 1976, a fost dedicată acestui subiect.
În anii 1970-1973, a studiat la școala postuniversitară a Institutului de Economie al Sistemului Socialist Mondial (IEMSS) al Academiei de Științe a URSS. Teza sa de doctorat „Partidul muncitorilor polonezi uniți și inteligența” a devenit baza celei de-a doua sale monografii, publicată în 1977.
După finalizarea studiilor postuniversitare, Buharin a lucrat la IEMSS, mai întâi în departamentul problemelor politice și ideologice, apoi în sectorul de studii poloneze al departamentului țărilor socialiste din Europa.
După destrămarea URSS, în anii 1990, IEMSS a trebuit să-și schimbe numele și subiectul de cercetare, iar Buharin a extins gama de probleme pe care le-a studiat investigând în detaliu problemele politicii din Europa Centrală și de Est.
În ultimii ani de viață, a fost un cercetător de frunte al Centrului pentru Studii est-europene din cadrul Institutului de Economie al Academiei de Științe din Rusia.

## Lucrări
- У истоков польского социалистического движения. („La originile mișcării socialiste poloneze”) — Мoscova: Наука, 1976. — 412 p. — В соавторстве с И. С. Яжборовской.
- Интеллигенция Польской Народной Республики. („Inteligența Republicii Populare Polone”) — Мoscova: Наука, 1977. — 182 p.
- Польское рабочее движение в борьбе за социализм: исторические уроки. („Mișcarea muncitoare poloneză în lupta pentru socialism: lecții istorice”) — Мoscova: Наука, 1986. — 336 p. — В соавторстве с И. С. Яжборовской.
- Польская Народная Республика. („Republica Populară Poloneză”) — Мoscova: Знание, 1989. — 63 p. — ISBN 5-07-000309-7.
- Проблема левого поворота в странах Центральной и Восточной Европы. („Problema virajului la stânga în țările din Europa Centrală și de Est”) — Мoscova, 1997. — 64 p. — ISBN 5-89519-012-X.
- Российско-польские отношения: 90-е годы XX века — начало XXI века. („Relațiile ruso-poloneze: anii 90 ai secolului XX – începutul secolului XXI”) — Мoscova: Наука, 2007. — 292 p. — ISBN 978-5-02-035842-3.